# Liste der türkischen Botschafter in Oman
Der Botschafter leitet die Botschaft der Türkei in Maskat.
| Ernennung Akkreditierung | Botschafter         | Bemerkung                                                                 | Liste der Ministerpräsidenten der Türkei | Liste der Herrscher von Oman | Posten verlassen |
| ------------------------ | ------------------- | ------------------------------------------------------------------------- | ---------------------------------------- | ---------------------------- | ---------------- |
| 10. Dez. 1985            | Orhan Kulin         | 1971: Gesandtschaftsrat beim Büro der Vereinten Nationen in Genf.         | Turgut Özal                              | Qabus ibn Said               | 15. Jan. 1989    |
| 1. Aug. 1989             | Emin Gündüz         |                                                                           | Yıldırım Akbulut                         | Qabus ibn Said               | 30. Mai 1995     |
| 1. Juni 1995             | Erdal Tümer         | 16. November 1998 – 1. August 2000: Botschafter in Bern,                  | Tansu Çiller                             | Qabus ibn Said               | 30. Nov. 1998    |
| 1. Dez. 1998             | Nazif Murat Ersavcı | 2009–2011: Botschafter in Brüssel                                         | Mesut Yılmaz                             | Qabus ibn Said               | 30. Nov. 2001    |
| 1. Dez. 2001             | Cevat Nezihi Özkaya |                                                                           | Bülent Ecevit                            | Qabus ibn Said               | 30. Nov. 2005    |
| 1. Dez. 2005             | Engin Türker        | (* 22. Oktober 1945 in Istanbul) türkischer Maler, Bildhauer und Diplomat | Recep Tayyip Erdoğan                     | Qabus ibn Said               | 30. Okt. 2009    |
| 1. Nov. 2009             | Mehmet Hayri Erol   |                                                                           | Recep Tayyip Erdoğan                     | Qabus ibn Said               | 30. Juni 2012    |
| 30. Juni 2012            | Kerem Ahmet Kıratlı |                                                                           | Recep Tayyip Erdoğan                     | Qabus ibn Said               | 12. Nov. 2014    |
| 15. Nov. 2014            | Uğur Doğan          |                                                                           | Ahmet Davutoğlu                          | Qabus ibn Said               | 2016             |
| 2016                     | Atılay Ersan        |                                                                           | Ahmet Davutoğlu                          | Qabus ibn Said               |                  |